# Hrabstwo Hooker

Piramida wieku hrabstwa

Hrabstwo Hooker (ang. Hooker County) – hrabstwo w stanie Nebraska w Stanach Zjednoczonych. W roku 2010 liczba mieszkańców wyniosła 736. Stolicą i największym miastem jest Mullen.

## Geografia
Całkowita powierzchnia wynosi 1870 km² z czego woda stanowi 2,6 km² (0,05%) .

### Wioski
- Mullen